# Chrysobothris labaili
Chrysobothris labaili es una especie de escarabajo del género Chrysobothris, familia Buprestidae. Fue descrita científicamente por Baudon en 1968.